# Daniel Hope
Pour les articles homonymes, voir Hope.
 (décembre 2023).
Si vous disposez d'ouvrages ou d'articles de référence ou si vous connaissez des sites web de qualité traitant du thème abordé ici, merci de compléter l'article en donnant les références utiles à sa vérifiabilité et en les liant à la section « Notes et références ».
Daniel Hope, né le 17 août 1973 à Durban (Afrique du Sud), est un violoniste britannico-sud-africain vivant à Berlin.

## Biographie
Daniel Hope a six mois lorsque son père, le romancier et militant anti-apartheid Christopher Hope, obtient enfin un visa pour quitter l'Afrique du Sud, à la condition de ne jamais y revenir. La famille se rend d'abord à Paris, puis à Londres, où la mère de Daniel Hope est engagée par Yehudi Menuhin comme secrétaire, pour plus tard devenir son manager. Daniel Hope est le compagnon de jeux des petits-enfants de Menuhin. En 1978, il commence l'étude du violon avec une voisine, Sheila Nelson, professeur de renom avec un don reconnu pour enseigner aux jeunes enfants. Six ans plus tard, il entre au Royal College of Music, où il étudie avec Itzhak Rashkovsky, Felix Andrievsky et Grigori Jisline. Il achèva ses études à l'Académie royale de musique avec Zakhar Bron.
Dès l'âge de onze ans, il est invité par Yehudi Menuhin à jouer avec lui les Duos de Béla Bartók à la télévision allemande. Ils collaborent alors durant plus de soixante concerts, jusqu'au concert d'adieu de Menuhin le 7 mars 1999, où ce dernier dirige le concerto d'Alfred Schnittke avec Daniel Hope comme soliste.
Au fil des ans Daniel Hope a joué avec des chefs de renom comme Kurt Masur, Christian Thielemann, Sakari Oramo, Kent Nagano, Daniel Harding, Semyon Bychkov, Mstislav Rostropovitch, Leonard Slatkin, et les plus grands orchestres, l'Orchestre symphonique de Boston, l'Orchestre symphonique de Chicago, l'Orchestre philharmonique de Los Angeles, l'Orchestre royal du Concertgebouw d'Amsterdam, Berlin, Londres, Leipzig, Dresde, Vienne, Paris, Moscou.
Promoteur de la musique de son temps, il a commandé plus d'une trentaine d'œuvres à des compositeurs comme Alfred Schnittke, Tōru Takemitsu, Harrison Birtwistle, Sofia Goubaïdoulina, György Kurtág, Peter Maxwell Davies, Krzysztof Penderecki.
Il dirige régulièrement de son violon des orchestres de chambre comme l'Orchestre de chambre d'Europe, la Camerata de Salzbourg, le Lucerne Festival Strings, L'Arte del Mondo. Il participe à divers festivals dans le monde, les BBC Proms, Lucerne, Hollywood Bowl, Salzbourg, Edimbourg, Tanglewood.
Il a été membre du Beaux Arts Trio de 2002 à 2008.

## Discographie partielle
- 2001 : Elgar - Walton – Finzi (Nimbus)
- 2004 : East meets West (Warner Classics)
- 2004 : Berg & Britten Violin Concertos (Warner Classics)
- 2006 : Bach (Warner Classics)
- 2006 : Chostakovich (Warner Classics)
- 2007 : Mendelssohn (Deutsche Grammophon)
- 2008 : Vivaldi (Deutsche Grammophon)
- 2009 : AIR – a Baroque Journey (Deutsche Grammophon)
- 2011 : The Romantic Violinist – a Tribute to Joseph Joachim (Deutsche Grammophon)
- 2012 : Recomposed by Max Richter : Vivaldi, the Four Seasons par le Konzerthaus Kammerorchester Berlin dirigé par André de Ridder
- 2013 : Spheres (Deutsche Grammophon)